# Anemia microangiopática
Em hematologia, a anemia microangiopática é um subgrupo da anemia hemolítica (diminuição do número de glóbulos vermelhos) determinada por alterações ao nível dos pequenos vasos sanguíneos.